# WTA de Bad Gastein
O WTA de Bad Gastein – ou Nürnberger Gastein Ladies, na última edição – foi um torneio de tênis profissional feminino, de nível WTA International.
Realizado na estância termal de Bad Gastein, em St. Johann im Pongau, na Áustria, estreou em 2007 e durou nove anos. Os jogos eram disputados em quadras de saibro durante o mês de julho.
Depois de 2015, foi substituído pelo WTA de Gstaad.

## Finais

### Simples
| Ano  | Campeã                      | Vice-campeã              | Resultado      |
| ---- | --------------------------- | ------------------------ | -------------- |
| 2015 | Samantha Stosur             | Karin Knapp              | 3–6, 7–63, 6–2 |
| 2014 | Andrea Petkovic             | Shelby Rogers            | 6–3, 6–3       |
| 2013 | Yvonne Meusburger           | Andrea Hlaváčková        | 7–5, 6–2       |
| 2012 | Alizé Cornet                | Yanina Wickmayer         | 7–5, 7–61      |
| 2011 | María José Martínez Sánchez | Patricia Mayr-Achleitner | 6–0, 7–5       |
| 2010 | Julia Görges                | Timea Bacsinszky         | 6–1, 6–4       |
| 2009 | Andrea Petkovic             | Ioana Raluca Olaru       | 6–2, 6–3       |
| 2008 | Pauline Parmentier          | Lucie Hradecká           | 6–4, 6–4       |
| 2007 | Francesca Schiavone         | Yvonne Meusburger        | 6–1, 6–4       |

### Duplas
| Ano  | Campeãs                                | Vice-campeãs                           | Resultado         |
| ---- | -------------------------------------- | -------------------------------------- | ----------------- |
| 2015 | Danka Kovinić Stephanie Vogt           | Lara Arruabarrena Lucie Hradecká       | 4–6, 6–4, [10–3]  |
| 2014 | Karolína Plíšková Kristýna Plíšková    | Andreja Klepač María Teresa Torró Flor | 4–6, 6–3, [10–6]  |
| 2013 | Sandra Klemenschits Andreja Klepač     | Kristina Barrois Eleni Daniilidou      | 6–1, 6–4          |
| 2012 | Jill Craybas Julia Görges              | Anna-Lena Grönefeld Petra Martić       | 46–7, 6–4, [11–9] |
| 2011 | Eva Birnerová Lucie Hradecká           | Jarmila Gajdošová Julia Görges         | 4–6, 6–2, [12–10] |
| 2010 | Lucie Hradecká Anabel Medina Garrigues | Timea Bacsinszky Tathiana Garbin       | 26–7, 6–1, [10–5] |
| 2009 | Andrea Hlaváčková Lucie Hradecká       | Tatjana Malek Andrea Petkovic          | 6–2, 6–4          |
| 2008 | Andrea Hlaváčková Lucie Hradecká       | Sesil Karatantcheva Nataša Zorić       | 6–3, 6–3          |
| 2007 | Lucie Hradecká Renata Voráčová         | Ágnes Szávay Vladimíra Uhlířová        | 6–3, 7–5          |